# مفكك

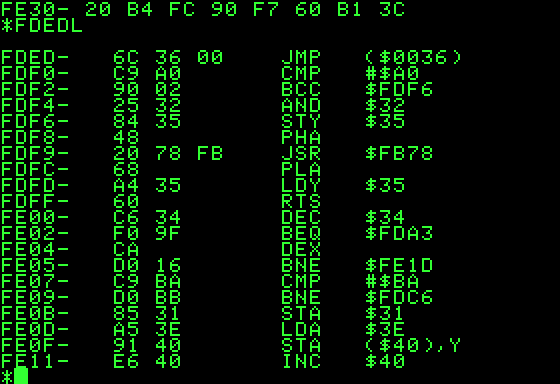

المُفكك أو برنامج فك التجميع (بالإنجليزية: disassembler)‏ هو برنامج حاسوب يقوم بترجمة لغة الآلة إلى لغة التجميع - العملية العكسية لتلك الخاصة بالمُجمع. يختلف برنامج التفكيك عن برنامج فك التحويل الذي يستهدف لغة عالية المستوى بدلاً من لغة التجميع. غالبًا ما يتم تنسيق التفكيك، وهو ناتج المفكك، لقراءة الإنسان بدلاً من ملاءمته للإدخال إلى المجمع، مما يجعله بشكل أساسي أداة هندسة عكسية.